# Zyginidia
Zyginidia är ett släkte av insekter som beskrevs av Haupt 1929. Zyginidia ingår i familjen dvärgstritar.

## Dottertaxa tillZyginidia, i alfabetisk ordning[1][2]
- Zyginidia adamczewskii
- Zyginidia alexandrina
- Zyginidia alpicola
- Zyginidia artvinicus
- Zyginidia bafranicus
- Zyginidia behrinensis
- Zyginidia bindrai
- Zyginidia biroi
- Zyginidia cornicula
- Zyginidia emrea
- Zyginidia eremita
- Zyginidia franzi
- Zyginidia italica
- Zyginidia karadenizicus
- Zyginidia lineata
- Zyginidia longicornis
- Zyginidia manaliensis
- Zyginidia mocsaryi
- Zyginidia obesa
- Zyginidia omani
- Zyginidia pullula
- Zyginidia quyumi
- Zyginidia ribauti
- Zyginidia rostrata
- Zyginidia sawaii
- Zyginidia scutellaris
- Zyginidia serpentina
- Zyginidia servadeii
- Zyginidia sohrab
- Zyginidia viaduensis
- Zyginidia younasi